# Feng Meng-lung
Feng Meng-lung (čínsky pchin-jinem Féng Mènglóng, znaky zjednodušené 冯梦龙, tradiční 馮夢龍, 1574–1646) byl čínský spisovatel působící v říši Ming. Sbíral, psal a vydával literaturu v hovorovém jazyce, je znám především jako editor Trojích povídání, trojice sbírek povídek chua-pen.

## Jméno
Feng Meng-lung používal zdvořilostní jméno Jou-lung (čínsky pchin-jinem Yóulóng, znaky zjednodušené 犹龙, tradiční 猶龍) a také Kung-jü (čínsky pchin-jinem Gōngyú, znaky zjednodušené 公鱼, tradiční 公魚), C’-jou (čínsky pchin-jinem Zǐyóu, znaky zjednodušené 子犹, tradiční 子猶) a Er-jou (čínsky pchin-jinem Ěryóu, znaky zjednodušené 耳犹, tradiční 耳猶) a řadu literárních pseudonymů, např. Lung-c’-jou (čínsky pchin-jinem Lóngzǐyóu, znaky zjednodušené 龙子犹, tradiční 龍子猶), Mo-chan-čaj šu-žen (čínsky pchin-jinem Mòhānzhāi zhǔrén, znaky zjednodušené 墨憨斋主人, tradiční 墨憨齋主人), Wu-sia cch’-nu (čínsky pchin-jinem Wúxià cínú, znaky zjednodušené 吴下词奴, tradiční 吳下詞奴), Ku-su cch’-nu (čínsky pchin-jinem Gūsū cínú, znaky zjednodušené 姑苏词奴, tradiční 姑蘇詞奴), Čchien-čou ču-š’ (čínsky pchin-jinem Qiánzhōu zhùshǐ, znaky 前周柱史), Ku-čchü san-žen (čínsky pchin-jinem Gùqǔ sǎnrén, znaky zjednodušené 顾曲散人, tradiční 顧曲散人) a Lu-tchien-kuan ču-žen (čínsky pchin-jinem Lǜtiānguǎn zhǔrén, znaky zjednodušené 绿天馆主人, tradiční 綠天舘主人).

## Život a dílo
Pocházel z okresu Čang-čou v prefektuře Su-čou v provincii Ťiang-su. Dostalo se mu kvalitního vzdělání, nicméně v úřední kariéře úspěch neměl, po řadě neúspěchů u úřednických zkoušek přijal v šedesáti letech jmenování na nevýznamné místo v chudém okrese.
Od mládí byl znám jako člověk velkého talentu, ale i volných mravů a nezávislých názorů. Jeho poezie a próza, kterou psal jako každý vzdělanec, je vesměs ztracená, napsal dvě příručky k Letopisům používané studenty při přípravě ke zkouškám. Projevil se jako mimořádný dramatik, esejista a básník, ale především je znám jako sběratel a redaktor lidové tvorby. Vynikl ve všech žánrech literatury v hovorovém jazyce: psal a editoval povídky i romány, žerty a anekdoty, drama a lidové písně. Vydával je především z komerčních důvodů, v tržním potenciálu svých i cizích děl se dobře orientoval. V zásadě vytvořil žánr povídky v hovorovém jazyce tak jak ji dnes známe. Před ním takové povídky vydal jen Chung Pchien v Šedesáti příbězích, střídal je však s povídkami v klasickém jazyce a příběhy částečně psanými ve verších. Feng Meng-lung se snažil o dramatické a podivuhodné příběhy, děj jeho děl se vesměs odehrává v městském prostředí. Dobro je v nich odměněno a zlo potrestáno, hrdinové jsou obvykle z prostých vrstev.

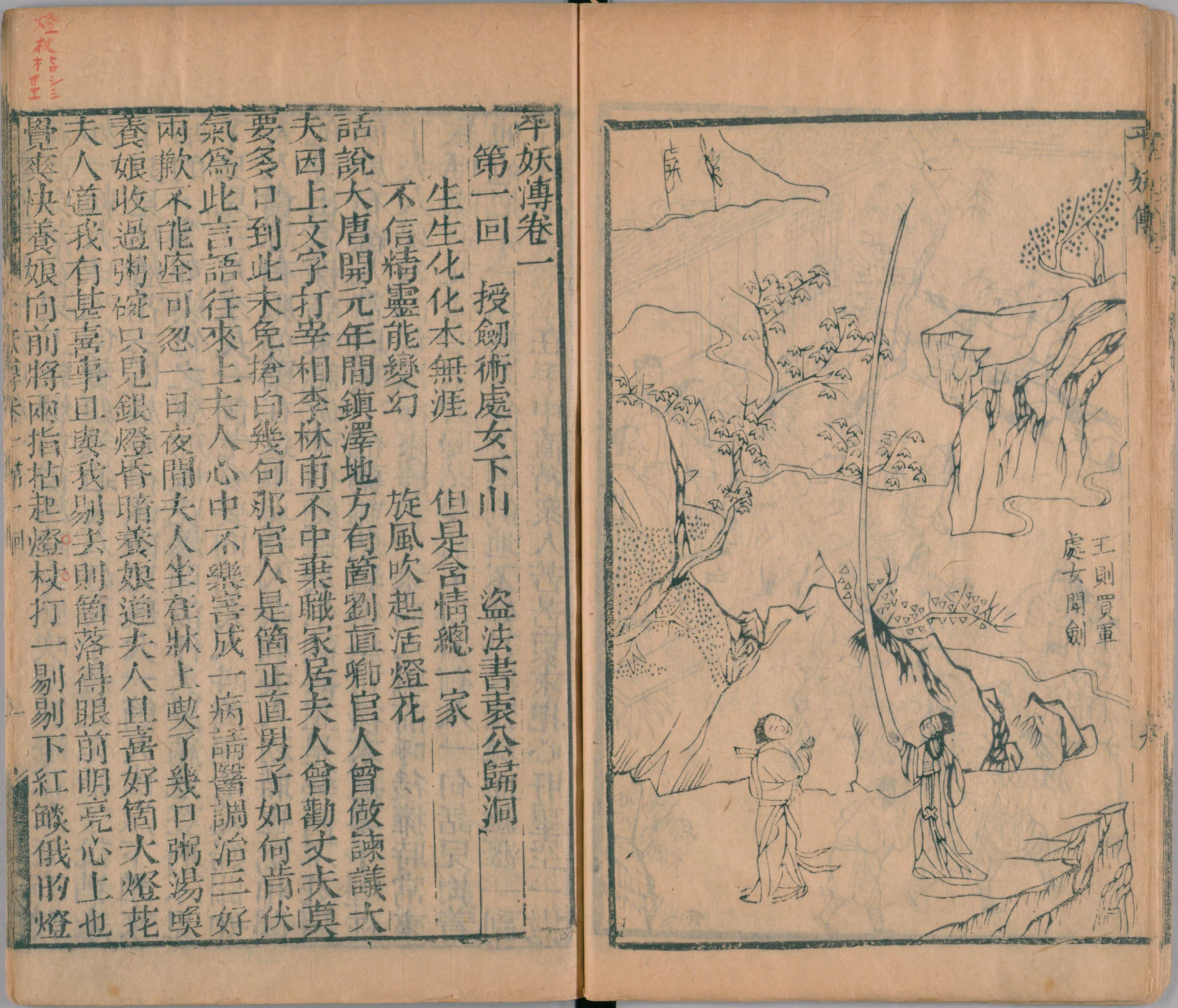
Dvoustrana z Luo Kuan-čungovy knihy Potlačení tří démonů (Pching-jao čuan), kterou Feng Meng-lung významně rozšířil.

Upravoval dramata, např. Pavilón pivoněk, do podoby lépe vyhovující soudobým nárokům. Věnoval se lidové poezii, protože sdílel názor, že elitní žánry vyžadované u úřednických zkoušek ztratily životnost. Ze sebraného materiálu sestavil například soubor příběhů o lásce Historie citů (情史類略, Čching-š’ lej-lüe); sestavil a vydal sbírky lidových písní Písně hor (山歌, Šan-ke) a Visící větvičky (挂枝儿, Kua-č’-er) ze severu a ze sučouského regionu, soubor písní od starověku do současnosti Tchaj-sia sin-cou (太霞新奏); vydal sbírky moralizujících podobenství Suma moudrosti (智囊, Č’-nang) a soubor historických i soudobých anekdot Dům smíchu (笑府, Siao-fu). Je autorem nebo spoluautorem čarodějného románu Zlomená kouzla a historického románu o období Východní Čou Tung Čou lie-kuo-č’ (東周列國志), redaktorem nového vydání slavné Luo Kuan-čungovy epopeje Příběhy Tří říší.
Především je znám jako editor Trojích povídání (neboli Trojsloví/Tří ponaučení)– tří sbírek povídek chua-pen v hovorovém jazyce, se čtyřiceti povídkami v každé: Jasná slova k uvědomění světa či Povídání objasňující svět (喻世明言, Jü-š’ ming-jen; také známo jako Povídky staré a současné, 古今小说, Ku-ťin siao-šuo), Důrazná slova k varování světa či Povídání varující svět (警世通言, Ťing-š’ tchung-jen) a Trvale platná slova k probuzení světa či Povídání o probuzeném světě (醒世恒言, Sing-š’ cheng-jen). Tři povídání publikoval ve 20. letech 17. století, ve sbírkách napsal zřejmě postupně 19, 16 a 2 povídky, další upravil z pozice editora. Jejich postavy jsou vesměs z městských vrstev, je mezi nimi jen málo úředníků, děj je obvykle zasazen do sungského období. Trojí povídání měla velký úspěch a výrazně ovlivnila pozdější autory píšící v hovorovém jazyce.
Jeho produkce byla tak žádaná, že nakladatelé vydávali jeho sbírky a výběry z nich jeho jménem, aniž ho uvědomili. Od poloviny 17. do 20. století tak čtenáři znali jeho povídky především ze sbírky Ťin-ku čchi-kuan (Přehlídka podivuhodných příběhů dnešních i starobylých) sestavené neznámým editorem koncem 30. let 17. století z Feng Meng-lungova Trojsloví a Ling Meng-čchuovy sbírky Pchaj-an ťing-čchi (Podivuhodné příběhy, při nichž se údivem tluče do stolu).